# Luo (språk)
Luo (dholuo) är ett luospråk i den nilo-sahariska språkfamiljen som talas av omkring 3,5 miljoner människor, främst luofolk i Kenya och Tanzania. Språket har sitt huvudsakliga utbredningsområde vid Victoriasjöns östra sida, i Nyanzaprovinsen i Kenya och i Mara i Tanzania. Luo är nära besläktat med luospråken lango och acholi, som båda ibland kallas Lwo.
Luo talas som andraspråk av en del mindre folkgrupper, bland dem suba i Kenya.